# السديرة (إب)

تعديل مصدري - تعديل

السديرة محلة تابعة لقرية الممسا الداخل، التابعة لعزلة حرد بمديرية إب إحدى مديريات محافظة إب في الجمهورية اليمنية.، بلغ تعداد سكانها 141 حسب تعداد اليمن لعام 2004.